# WASP-14 b
WASP-14 b – planeta pozasłoneczna krążąca wokół gwiazdy WASP-14 w gwiazdozbiorze Wolarza.  Znajduje się w odległości ok. 522 lat świetlnych od Ziemi. Ma masę ok. 7,3 mas Jowisza. Należy do gorących jowiszów, jednak charakteryzuje się wyjątkowo wysoką gęstością jak na ten typ planet, porównywalną z niektórymi planetami skalistymi. Jeden obieg macierzystej gwiazdy zajmuje jej tylko 2,24 dnia.
Została odkryta w 2008 roku metodą obserwacji tranzytów.
| Jowisz | WASP-14 b |
| ------ | --------- |
|        |           |